# Lunde
 For alternative betydninger, se Lunde (flertydig). (Se også artikler, som begynder med Lunde)
Lunden (Fratercula arctica), i folkemunde kaldet søpapegøje, er en alkeart. Længden er cirka 30 cm og fuglen er let kendelig i sommerdragten på det store trekantede og farvestrålende næb. Den har desuden et stort hoved og orangefarvede ben. Den flyver med korte og hurtigt svirrende vinger.

## Kendetegn
Den har en kropslængde fra 28 til 34 cm og et vingefang på 50 til 60 cm. Hannen er lidt større og tungere end hunnen. Som ved mange af de andre arter i familien er brystpartiet, det øverste af hovedet, ryggen og oversiden af vingerne sorte og bagpartiets underdel hvid.
Den er let genkendelig i sin yngledragt med det farvestrålende næb og det store hoved med grå sider. Dens sorte halsring og orange ben er desuden karakteristiske træk for lunden.
For svømmende og flyvende fugle er det tunge forparti, bryst, hoved og næb iøjnefaldende. Når den flyver, bliver den båret frem på korte svirrende vinger.
I dens vinterdragt er den mørkere og noget mindre, når næbpladerne er fældet. Hovedsiden bliver også mørkere, men den karakteristiske grundtegning kan stadig genkendes. De juvenile fugle ligner de adulte i vinterdragt, men har endnu mindre næb, og det tager flere år før næbbet er udviklet til den maksimale størrelse

## Udbredelse
Lunden opholder sig, bortset fra yngletiden fra maj til august, ca. 7-8 måneder på det åbne hav i Nordsøen og yngler i store kolonier, bl.a på små øer og holme i Nordatlanten (hvor en stor del af verdensbestanden lever) ved Island, Færøerne, Shetlandsøerne, Skotland og Norge. Den findes også i mindre grad langs kysten i Europa, nordlige Asien og Nordamerika.
Der obsververes kun i Danmark ca. 50 lunder om året, primært langs den jyske vest- og østkyst, samt nordkysten af Sjælland. De fleste fugle ses kun forbitrækkende i træktiden i september-november og marts-maj.

### Bestand
I Europa vurderedes bestanden fra 1990–2003 at være på ca 5,7–7,3 millioner par. Den største bestand havde Island med ca 3,0–4,0 millioner par. I Norge levede der 1,5–2,0 millioner par, i Storbritannien 621.000 og på Færøerne 550.000 par. På Island og Færøerne bliver lunderne fanget og spist af befolkningen, hvis antallet af den årlige bestand tillader det. De må skydes fra oktober til januar, og ungfuglene må fanges i juli måned.
I begyndelsen af det 20. århundrede blev der på Færøerne årligt fanget ca. 270.000 og i 1970'erne ca. 100.000 ikke-ynglende fugle, der på bestemte dage kommer ind fra havet i store flokke og cirkler rundt over kolonien.
I nogle fuglekolonier i et område, der strækker sig fra Island over Færøerne og Skotland til Norge, kan det i nutiden ofte forekomme at ungerne ikke når at komme på vingerne på grund af at forældrefuglene har en for stor afstand ud til fødeområdet.
Bestanden af lunder er i moderat fremgang. Dog anses det, at bestanden generelt er på et lavere niveau i dag end før 1970. På Færøerne og Island fanges der hvert år mange lunder med Fleygastong (færøsk for fuglefangststang). Det drejer sig om ikke ynglende fugle, der på bestemte dage kommer ind fra havet i store flokke og cirkler rundt over kolonien. Fangsten synes ikke at have nogen nævneværdig betydning for bestandens størrelse.

## Adfærd
Den kan lydbestemmes på det dybe knurende orr–orr-orr.
I fuglefjeldet bygger lunden reder i små huler som den selv graver, eller i fjeldrevner. Den lægger æg i maj-juni, som ruges af begge forældre og normalt får de kun en unge, som bliver reden i ca 40 dage. På Færøerne, Island og i det nordlige Norge har fangst af lunder været en vigtig næringsvej helt op til nutiden.
I Norge brugte man før i tiden den lille nordiske spidshund Norsk Lundehund til at fange lunderne, som den hentede på rederne i snævre og dybe klippespalter
Lunden foretrækker at at tilbringe yngletiden i store kolonier, som f.eks på den 16 ha ubeboede ø Sule Skerry, vest for Orkneyøerne, hvor der på 5 ha er ca. 47.000 besatte huler. På den norske ø Røst har man på et 90 ha stort område talt ca. 352.000 rugende par.

## Føde
Lunden lever overvejende af mindre fisk som brisling, tobis og sild og specielt i arktiske regioner også af krebsdyr. Som de andre alkefugle svømmer den under vandet primært ved hjælp af vingerne. Forældrefuglene kan ved hjælp af kroge inde i næbbet tage op til ti fisk ad gangen med langt ude fra havet ind til kolonien. Lunden bruger sine vinger til fremdrift under vandet og er derfor i stand til på kort tid at fylde næbbet med småfisk som ligger på tværs.

## Galleri
- Lunde
- Lunde over Mykines
- Lunde
- Lunde
- Slagtede lunder på Stóra Dímun
- Museum specimen